# Johana Moreno
Johana Moreno, född 15 april 1985, är en friidrottare från Colombia. Hon deltog vid olympiska sommarspelen 2008.